# 大井川鐵道井川線延長計画
大井川鉄道井川線延長計画は、大井川鉄道（大井川鐵道）井川線を現在の井川駅より先に延長し、堂平駅を経て井川村大字井川（現在の静岡県静岡市葵区井川）を経由し、さらに北の畑薙第一ダム・畑薙第二ダム近くまで路線を延長する計画（未成線）である。

## 概要
この計画は、1954年（昭和29年）4月1日に中部電力の専用鉄道として川根市代駅 - 堂平駅間が延伸開業した井川線を、さらに井川ダムの完成に引き続き畑薙第一ダムと畑薙第二ダムの建設工事に伴う資材輸送のため、井川村中心部に建設を予定していた「井川駅」を経由して大井川上流域の畑薙第二ダム手前の「桃の木島」（桃の木島平）まで延長する計画であった。
井川ダム完成後、畑薙ダムの建設着工と前後するように、測量や用地買収、建設及び開業に係る各種の申請書類の作成が急がれたが、結局井川線を使用した資材輸送よりも自動車による輸送の方が効率的であるという結論が出されたこと、畑薙ダム建設のための周辺道路が整備され、佐久間ダムの建設工事で使用された大型トラックを転用する目処がついたことなどから、結局貨物駅となった堂平駅から資材を積み替える方法に変更されることとなり、着工には至らず計画は白紙撤回され、後に敷設免許も失効した。
井川村中心部と現在の井川駅の間は直線距離で3km以上離れているため、井川線全通後の井川村住民からは路線の延長に期待を寄せる声が多数あったと伝えられるが、結局井川村中心部への延長は実現しなかったことから、住民の期待は反故にされた形となり、現在に至るまで井川地区の住民は鉄道利用に対して不便を強いられる形となっている。しかし、地元住民からも用地買収などに協力的だったと伝えられる井川村の中心部への延長が白紙撤回された明白な理由は、資料そのものもほとんど残っておらず現在に至るまで不明な点が多い。
最近発見された測量に基づいた路線計画図では、旅客駅となる予定だった堂平駅の名称は「島和合停車場（しまわごうていしゃじょう）」と記載されている。また現在の井川駅そのものも、開業当時は「西山沢（にしやまざわ）」という名称で、路線延長が実現した場合地形の都合上スイッチバック方式（本線から停車線が分岐する枝線分岐形）の途中駅となる予定であった。現在では路線を通す予定だった井川本村地内の区間も住宅地の中の市道に転用されており、ここに鉄道が通る予定であったことを示すものはまったく見られない。その後の井川駅 - 堂平駅間の経緯については「堂平駅」の項を参照。